# Nexus S
Nexus S je smartphone navržený firmou Google, který vyrábí firma Samsung. Jedná se o první telefon s operačním systémem Android 2.3 Gingerbread (Perník) a první Android zařízení s hardwarovou i softwarovou podporou NFC. Jde již o druhý případ, kdy firma Google spolupracuje s výrobci na výrobě svého mobilního telefonu. Tím prvním byl Nexus One. Telefon byl dlouhou dobou jedením z nejlepších, ale když se postupně stávaly mobilní telefony lepší a dostupnější, přibývala Nexusu konkurence.

## Historie a dostupnost
Nexus S byl oficiálně oznámen 6. prosince 2010 na oficiálním blogu firmy Google, spatřen byl však již 15. listopadu na Web 2.0 Summit. Telefon je dostupný od 16. prosince 2010 v USA a od 22. prosince i ve Velké Británii. Nexus S také obdržel jako první aktualizaci na operační systém Android 4.0 (Ice Cream Sandwich) – v ČR 16.12.2011.